# Nicko McBrain

Michael Henry McBrain (født 5. juni 1952 i Hackney i London) er trommeslager i heavy metalbandet Iron Maiden.

## Biografi
I 1970'erne spillede Nicko McBrain trommer på nogle af Pat Travers albums og i Streetwalkers fra 1975 til 1976. I de tidlige 1980'ere var han med i bandet McKitty. Det var under en koncert i Belgien med dette band McBrain først mødte bassist og grundlægger af Iron Maiden Steve Harris. McBrain blev medlem af Iron Maiden i 1983 op til indspilningen af albummet Piece of Mind som erstatning for Clive Burr. Nicko McBrains band Trust havde før det været opvarmningsband for Iron Maiden på 'Killers' verdensturneen i 1981. Under den turne var det Nicko McBrains opgave under Iron Maidens koncerter at klæde sig ud som djævelen og skræmme publikum indtil han til sidst skulle konfronteres med bandets maskot Eddie. Som trommeslager i Iron Maiden siges Nicko McBrain at have haft stor indflydelse på mange nutidige trommeslagere indenfor mange stilarter og han holder ofte workshops med fans og andre trommeslagere.
Nicko McBrain blev for første gang krediteret for at have deltaget i sangskrivning i Iron Maiden med sangen "New Frontier" fra albummet Dance of Death fra 2003. Han påstod også at have skrevet en sang til 2006 albummet A Matter of Life and Death, men fordi han mødtes med bandet sent i indspilningsprocessen blev der ikke plads på albummet. 

## Diskografi

### Streetwalkers
- Downtown Flyers (1975)
- Red Card (1976)

### Pat Travers
- Pat Travers (1976)
- Making Magic (1977)
- Putting it Straight (1977)
- Heat in The Street (1977)
- Go For What You Know (1978)
- Crash and Burn (1980)
- Radioactive (1981)
- Black Pearl (1982)
- Hot Shot (1984)
- School Of Hard Knocks (1990)
- Blues Tracks (1992)
- Just A Touch (1993)
- Blues Magnet (1994)

### Trust
- Marche ou Creve (Original French Release) Savage (English Language Version) (1981)

### Iron Maiden
- Piece of Mind (1983)
- Powerslave (1984)
- Live After Death (1985) Live Album
- Somewhere in Time (1986)
- Seventh Son of a Seventh Son (1988)
- No Prayer for the Dying (1990)
- Fear of the Dark (1992)
- Live at Donington (1992) Live Album
- A Real Live One (1993) Live Album
- A Real Dead One (1993) Live Album
- The X Factor (1995)
- Virtual XI (1998)
- Brave New World (2000)
- Rock in Rio (2002) Live Album
- Dance of Death (2003)
- Death on the Road (2005) Live Album
- A Matter of Life and Death (2006)